# 1121
1121 (MCXXI) fue un año común comenzado en sábado del calendario juliano.

## Acontecimientos
- Galicia - Guerra entre doña Urraca y doña Teresa.
- Diego Gelmírez decide la suerte futura de Portugal levantando el sitio y retirándose.
- Restauración de la Diócesis de Sigüenza por el arzobispo de Toledo Bernardo de Sedirac, nombrando obispo a Bernardo de Agén.